# María Antonieta Cámpoli
María Antonieta Campoli Prisco (9 de octubre de 1955) es una modelo, presentadora, empresaria, diseñadora y actriz italiana-venezolana.

## Miss Venezuela 1972
Ella ganó el Miss Venezuela de 1972, celebrado en el Teatro París de Caracas, representando al Estado Nueva Esparta. Sucesivamente representó a Venezuela en el Miss Universo de 1972, concurso celebrado en el Cerro Mar Beach Hotel de Dorado, Puerto Rico, el 29 de julio de 1972, donde ganó el título de segunda finalista.
Al momento de su coronación contaba con 17 años de edad, algo que causó revuelo por ser aun menor de edad, también en su noche de coronación hubo protestas por feministas de la época en el recinto del certamen y hubo críticas en contra de ella por haber nacido en Italia y ser Italo-venezolana (pero el presidente Rafael Caldera la apoyó y ratificó su elección para que fuera al Miss Universo de 1972)

## Trabajos en TV
- Le Sauvage - 1975 (Película de Jean-Paul Rappeneau - Participación especial)
- Mariana de la noche - 1975 (Venevisión - Participación especial)
- El vividor - 1976 (Película)
- 300 mil héroes - 1976 (Película para televisión)
- Miss Venezuela 1981 - Presentadora invitada
- Miss Venezuela 2017 - Jurado calificador

## Vida personal
Contrajo matrimonio en dos oportunidades: con Michael Bierlein y con Alexander Ordway. Perdió dos hijos; sobrevivió su hija Penelope Louise María Mercedes Pi Cámpoli . En 1996, creó la Fundación Luis Cámpoli, en honor a su padre, para ayudar a personas con problemas renales. En 2002 perdió dos dedos por un mal uso de fuegos artificiales.

## Cronología
| Predecesor: Jeannette Donzella | Miss Venezuela 1972 | Sucesor: Desirée Rolando |

- Datos: Q3850593